# Joyce Randolph
Joyce Randolph (Detroit, 21. listopada 1924. – New York City,  13. siječnja 2024.) bila je američka glumica. Najpoznatija je po ulozi Trixie Norton u sitcomu The Honeymooners.